# Anna Easteden
Anna Easteden, ursprungligen Anna Katariina Shemeikka, född 29 november 1976, är en finsk-amerikansk skådespelare som bland annat medverkar i  filmer som ”The House of Brancing Love”(2009) och ”Terroir”(2009). Hon är känd för sin roll som ”Bee Sting” i ”Who Wants to Be a Superhero?" Säsong 2 (2007). Hon har också gästspelat i olika dramaserier såsom ”Passions" and "Våra bästa år" på NBC och i TV- serien "Bones" på kanal FOX.

## Biografi
Eastedens föräldrar var mjölkbönder. Hon har en yngre bror, Antti. Easteden gick i en finsk modellskola vid tolv års ålder och kort därefter fick hon sitt första modelluppdrag i Finland. Hon vann en omslagstävling för en finsk tonårstidning (SinäMinä). Trots sin unga ålder fick Anna Easteden ett kontrakt med en japansk modellagentur och flyttade därför till Tokyo. Där syntes hon i kampanjer för Kanebo, Sony, Nissan, Wacoal, Oricom, Lux. Hon var även designern Akira Kimijimas in house-modell och hade ett exklusivt kontrakt med ett japanskt kosmetikföretag. Anna Easteden arbetade som modell i Hongkong, Taiwan, Korea, Singapore, Malaysia, Indonesien, Nya Zeeland, Slovakien, Guam samt i USA. I USA modellade Anna Easteden för bland annat Avon, Salvatore Ferragamo, Calvin Klein, Hermes, Diesel, Pony, T-mobile, Toyo Tires, Micheal Antonio, Jockey, Ashworth, Kohl's, Nissan, Victoria's Bridal, Gottschalks, Anna's Linens, Pajamagrams, Rio Hotel, Marie Claire, Chevy, Sue Wong och Coffee Bean and Tea Leaf.
Anna Easteden började sin skådespelarkarriär med reklamfilmer i Japan, Taiwan och i USA. Hennes första teateruppträdande var rollen som Törnrosa vilken hade premiär i Chicagos Downer's Grove Tivoli Theatre.
Easteden är känd för sin rollprestation som storbrottslingen “Beesting” i tv-serien Who wants to be a superhero?. Andra tv-serier som Eastheden varit med i innefattar Bones, Passions och Våra bästa år.
Easteden gjorde en jämförelse över olika asylprocedurer i vissa europeiska länder för Förenta Nationernas flyktingkommissariat (UNHCR). Hennes efterforskningar och research hade inverkan på Slovakiens procedurer. Easteden var med i en kampanj “OK 98” som propagerade för fria val.
Easteden gifte sig med den amerikanska baseboll-coachen Rob McKinley 2007. Easteden bor i Los Angeles.

## Filmografi (urval)
- 2001 – Inside Schwartz
- 2002 – I Lagens Namn
- 2003 – Våra bästa år
- 2005 – 3 Wise Women
- 2005 – Happy Endings
- 2006 – Bones
- 2007 – You're So Dead
- 2007 – Who Wants to Be a Superhero?
- 2007 – John From Cincinnati
- 2008 – Passions
- 2009 – The House of Branching Love
- 2009 – Sideways